# Echium creticum subsp. coincyanum
Echium creticum subsp. coincyanum é uma subespécie de planta com flor pertencente à família Boraginaceae. 
A autoridade científica da subespécie é (Lacaita) R.Fern., tendo sido publicada em Boletim da Sociedade Broteriana II, 43: 153. 1969.

## Portugal
Trata-se de uma subespécie presente no território português, nomeadamente em Portugal Continental.
Em termos de naturalidade é nativa da região atrás indicada.

## Protecção
Não se encontra protegida por legislação portuguesa ou da Comunidade Europeia.